# Sint-Jozefskerk (Sledderlo)

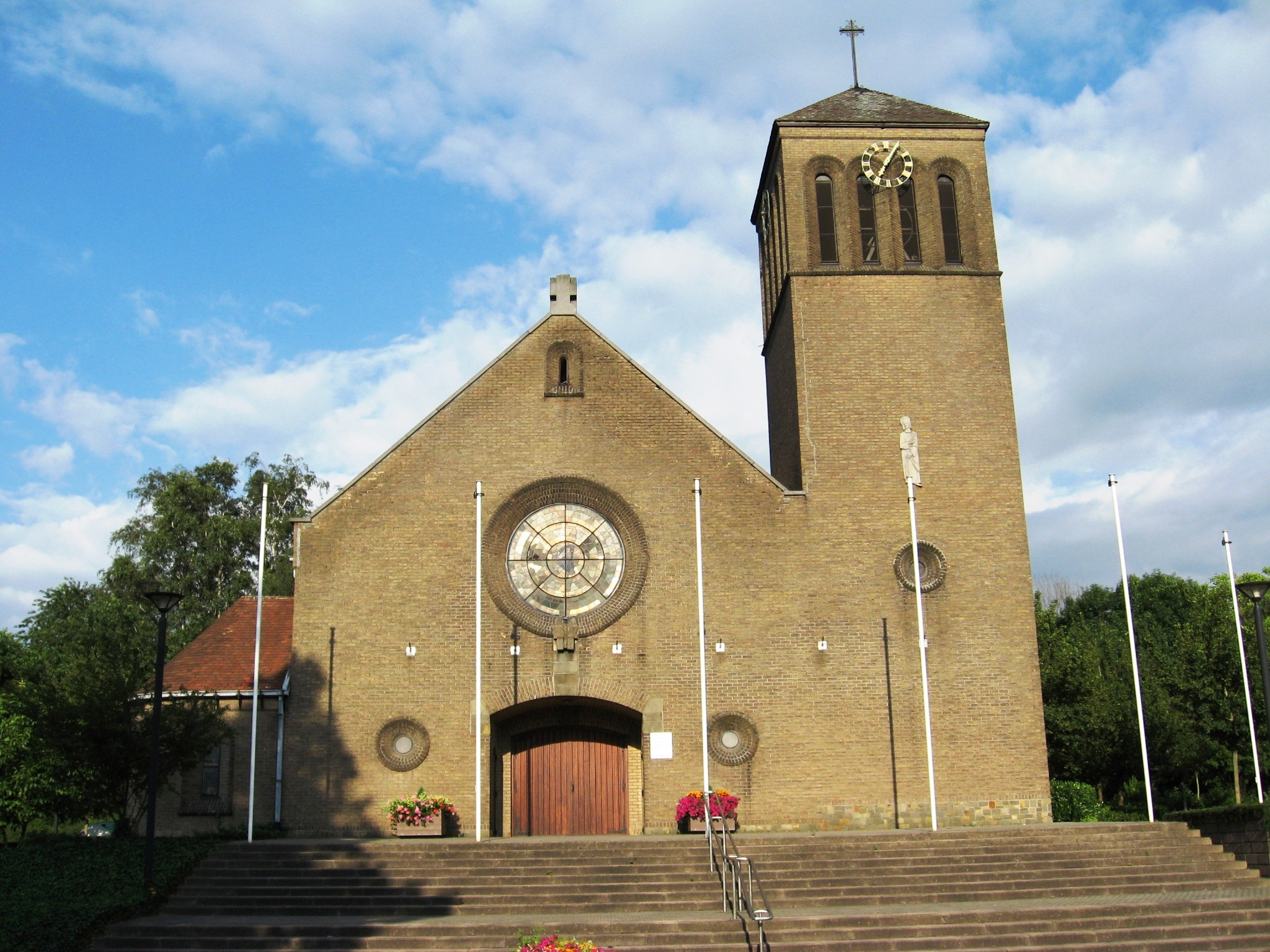
Sint-Jozefskerk

De Sint-Jozefskerk is de parochiekerk van de Genkse wijk Sledderlo. Ze is gelegen aan de Trichterweg 6.
De kerk werd gebouwd in 1954. Het is een sobere bakstenen kerk onder zadeldak, met een vlakopgaande gevel en een aangebouwde, vrij plompe, vierkante toren, gedekt door een stomp tentdak.
In het koor werd in 1958 de schildering De Aanbidding aangebracht, vervaardigd door Paule Nolens.